# Park City Red Wolves Soccer Club
Park City Red Wolves SC é um clube de futebol  em Park City, Utah, competindo na USL League Two. Eles são uma equipe reserva  do Chattanooga Red Wolves da USL League One.

## História
O clube foi fundado em 2018 pelos Chattanooga Red Wolves Soccer Club para servir como um de seus clubes afiliados. Os Dalton Red Wolves foram formados ao mesmo tempo, como outro afiliado. Ambos os afiliados operariam como times sub-23 e jogariam na quarta divisão da USL League Two.